# Lissochelifer philippinus
Lissochelifer philippinus är en spindeldjursart som först beskrevs av Beier 1937.  Lissochelifer philippinus ingår i släktet Lissochelifer och familjen tvåögonklokrypare. Inga underarter finns listade i Catalogue of Life.